# Cleomella jaliscensis
Cleomella jaliscensis là một loài thực vật có hoa trong họ Màng màng. Loài này được E.Villegas & R.Delgad. mô tả khoa học đầu tiên năm 1998 publ. 2000.